# ديف تايلور
ديف تايلور (بالإنجليزية: Dave Taylor)‏ (17 سبتمبر 1940 في المملكة المتحدة - 12 مارس 2017) هو لاعب كرة قدم بريطاني في مركز الهجوم. لعب مع نادي بورتسموث ونادي غيلينغهام ويوفل تاون ونادي باث سيتي ونادي تشيلتنهام تاون لكرة القدم.

## وصلات خارجية
- ديف تايلور على موقع قاعدة بيانات كرة القدم.إي يو (الإنجليزية)